# Melilotus dentatus
Melilotus dentatus là một loài thực vật có hoa trong họ Đậu. Loài này được (Waldst. & Kit.) Pers. miêu tả khoa học đầu tiên.

## Hình ảnh

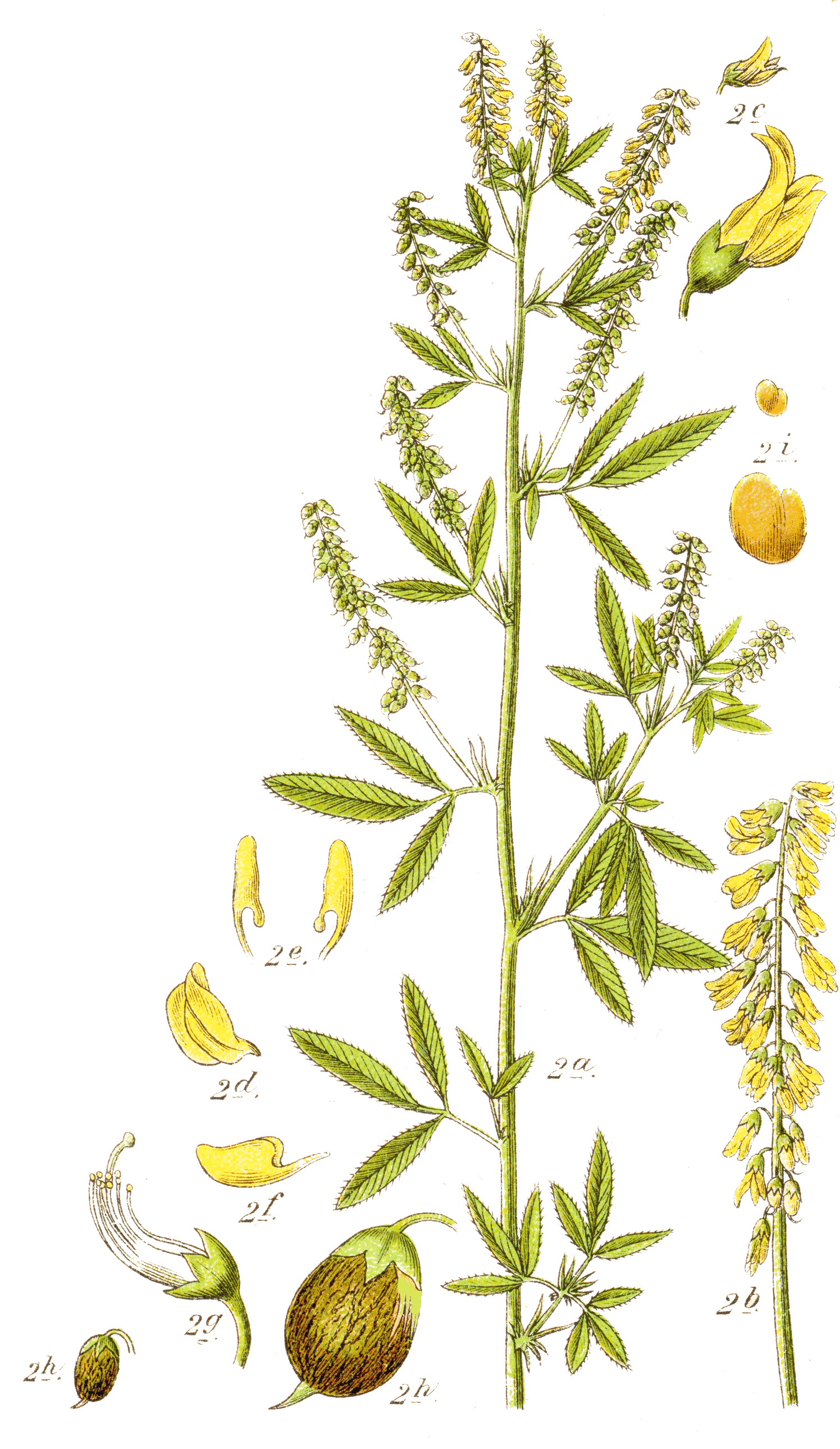